# Виньетка
Винье́тка (фр. vignette) — украшение в книге или рукописи: небольшой рисунок или орнамент в начале или в конце текста. Происхождение виньетки уходит корнями в рукописную книгу, в которых они исполнялись специальными художниками, не уступая иллюстрациям. Одним из первых в наборных книгах использовал виньетки издатель и типограф из Италии Альд Мануций-старший. В 1499 году он издал книгу «Война сна и любви», в которую включил множество виньеток. Виньетка представляет собой небольшую орнаментальную или сюжетную композицию, которая предваряет текст наподобие заставки или завершает его, выполняя функцию концовки. Кроме того, виньетки могут быть использованы и в самом тексте в качестве украшения угловых частей страницы. Также виньетками называют стилистически оформленные подиумы для размещения миниатюр в настольных варгеймах.
Как правило, сюжетом для виньеток являются растительные мотивы (часто фантастического и сказочного содержания), абстрактные изображения, реже — изображения людей и животных. В отличие от иллюстраций, виньетка ни в коей мере не должна отвлекать внимание читателя от текста, её задача — придание книге художественно-оформленного вида. Говоря современным языком, виньетка — элемент дизайна.
Эпоху рококо можно назвать «звёздным часом» виньетки — рокайли как нельзя лучше подходили для этого вида украшений.
В России оформление текста виньетками было в большой моде в эпоху модерна, в том числе виньетки «мирискуссников» — Константина Сомова, Александра Бенуа, Евгения Лансере. Популярным виньетистом на заре своей творческой деятельности был и Фёдор Шехтель: «Известный виньетист. Когда будете писать ему, то предложите сделать виньетку для сборника. Каяться не будете», — рекомендовал Антон Чехов молодого Шехтеля в письме поэту Леониду Трефолеву.
Позже виньетками стали называть обрамления для фотографий, небольших картин.